# Истобенск
Истобенск е село в Оричински район на Русия, част от Кировска област, на брега на река Вятка. Известно е заради едноименната порода говеда, произхождащи от него.

## Личности
- Аркадий Рилов (1870—1939) – руски художник;
- Виктор Савиних (род. 1940) — съветски космонавт.